# Château de Trébillane
Le château de Trébillane ou Bastide de Trébillane est un château situé à Calas, village dépendant de la commune de Cabriès, dans le département des Bouches-du-Rhône et la région Provence-Alpes-Côte d'Azur.

## Histoire
Trébillane est un bâtiment datant du XIIe siècle, qui fut initialement un château seigneurial et qui s’est transformé à partir du XIIIe siècle en important domaine agricole. Acheté par la municipalité de Cabriès en 1985, Trébillane a été restauré et est devenu en 1993 l’Oustaù per Toùti (maison pour tous), la maison des associations culturelles de la commune,.